# Reithrodontomys sumichrasti
Reithrodontomys sumichrasti е вид гризач от семейство Мишкови (Muridae). Видът не е застрашен от изчезване.

## Разпространение и местообитание
Разпространен е в Гватемала, Коста Рика, Мексико, Никарагуа, Панама, Салвадор и Хондурас.
Обитава гористи местности и плата.

## Описание
Теглото им е около 19 g.
Популацията на вида е стабилна.